# ابراهیم پارلاک
ابراهیم پارلاک (متولد ۱۹۶۲ در غازی عینتاب ) سیاستمدار کرد است که توسط وزارت امنیت داخلی ایالات متحده به عضویت سابق و مقام ارشد حزب کارگران کردستان (پ‌ک‌ک) متهم شده است .

## زندگینامه

### اوایل زندگی
پارلاک در یک خانواده کرد بزرگ شد و نه خواهر و برادر داشت.  پدرش کشاورز بود.  در کلاس اول مدرسه، معلم او را به دلیل صحبت کردن به زبان کردی در خانه تنبیه کرد.  او در غازی عینتاب به دبیرستان رفت و در آنجا برای جنبش حقوق کردها فعالیت کرد.  پس از زندانی شدن در جریان یک تجمع در سن شانزده سالگی، به آلمان مهاجرت کرد و هفت سال در آنجا زندگی کرد.

### اروپا و پ ک ک
در اروپا بود که پارلاک به شاخه سیاسی پ.ک.ک پیوست و در حمایت از آنها جشنواره‌هایی را ترتیب داد.  او با هدف پیوستن به خانواده‌اش در ترکیه، به لبنان سفر کرد تا در اردوگاهی از پ.ک.ک آموزش ببیند.  پس از هشت ماه، او رهبری تیمی متشکل از پنج شبه‌نظامی را بر فراز سوریه به ترکیه بر عهده گرفت، جایی که توسط یک گشت مرزی متوقف شدند.  درگیری‌ای رخ داد که در آن سه نفر از همکارانش زخمی و دو سرباز ترک کشته شدند و او موفق به فرار شد.  چند ماه بعد، او دستگیر و به مدت 1 سال و 4 ماه زندانی شد و پس از آن آزاد شد.  او سپس ترکیه را به مقصد ایالات متحده ترک کرد و در سال 1991 درخواست پناهندگی سیاسی داد.

### زندگی در آمریکا
او زبان انگلیسی را آموخت و در هاربرت ، میشیگان، رستورانی افتتاح کرد .  با این حال، تحت فشار دولت کلینتون از سوی ترکیه برای حمایت از تلاش‌های ضد تروریسم آمریکا، وزارت امور خارجه ایالات متحده در سال 1997 پ.ک.ک را به صورت عطف به ماسبق، یک "سازمان تروریستی" نامید. اتهامات علیه او دروغگویی در مورد عدم وابستگی به یک گروه تروریستی در درخواست پناهندگی‌اش بود. با وجود اینکه 5 سال قبل درخواست داده بود، پ.ک.ک یک سازمان تروریستی اعلام نشده بود. پس از 11 سپتامبر ، او در 29 ژوئیه 2004 توسط وزارت امنیت داخلی ایالات متحده بازداشت شد . او 10 ماه را در زندان شهرستان میشیگان گذراند. پارلاک متعاقباً حکم جلب را به دست آورد و در 3 ژوئن 2005 از زندان آزاد شد. دادگاه در ابتدا تصمیم گرفته بود که او را بر اساس پرونده دولت اخراج کند.
در 17 ژوئیه 2018، یک قاضی مهاجرت حکم داد که پارلاک می‌تواند طبق کنوانسیون سازمان ملل متحد علیه شکنجه، اقامت آمریکا را حفظ کند .  این تصمیم در سال 2024 مجدداً تأیید شد.